# Masters de Belgique de snooker
Le Masters de Belgique (Belgian Masters en anglais) est un tournoi de snooker professionnel créé en 1990 et disparu en 1996.

## Histoire
Organisé à Anvers et ne comptant pas pour le classement mondial, la première édition a été remportée par John Parrott. Mike Hallett et James Wattana s'imposent en 1991 et 1992 avant que le tournoi ne disparaisse du calendrier les 3 années suivantes. Une quatrième et dernière édition se déroule en 1996 et est remporté par le Gallois Matthew Stevens.

## Palmarès
| Année                            | Ville                            | Vainqueur                        | Finaliste                        | Score                            | Saison                           |
| Masters de Belgique (non classé) | Masters de Belgique (non classé) | Masters de Belgique (non classé) | Masters de Belgique (non classé) | Masters de Belgique (non classé) | Masters de Belgique (non classé) |
| -------------------------------- | -------------------------------- | -------------------------------- | -------------------------------- | -------------------------------- | -------------------------------- |
| 1990                             | Anvers                           | John Parrott                     | Jimmy White                      | 9-6                              | 1990-1991                        |
| 1991                             | Anvers                           | Mike Hallett                     | Neal Foulds                      | 9-7                              | 1991-1992                        |
| 1992                             | Anvers                           | James Wattana                    | John Parrott                     | 10-5                             | 1992-1993                        |
| 1996                             |                                  | Matthew Stevens                  | Patrick Delsemme                 | 7-1                              | 1995-1996                        |

## Bilan par pays
| Pays           | Joueurs | Total | Premier titre | Dernier titre |
| -------------- | ------- | ----- | ------------- | ------------- |
| Angleterre     | 2       | 2     | 1990          | 1991          |
| Thaïlande      | 1       | 1     | 1992          | 1992          |
| Pays de Galles | 1       | 1     | 1996          | 1996          |